# 6e étape du Tour d'Italie 2024
Pour un article plus général, voir Tour d'Italie 2024.
La 6e étape du Tour d'Italie 2024 se déroule le jeudi 9 mai 2024 entre Viareggio et Rapolano Terme en Toscane sur une distance de 180 km.

## Parcours
Le départ est donné à la Torre del Lago Puccini, près de la station balnéaire de Viareggio et à quelques kilomètres des côtes de la Mer de Ligurie. L'étape présente peu de difficultés si ce n'est le franchissement de deux côtes de 4e catégorie et un profil plus vallonné dans la seconde partie du parcours. Elle rentre à l'intérieur des terres toscanes qu'elle traverse en s'orientant vers le sud-est pour rejoindre la cité de Rapolano Terme non sans avoir escaladé les Serre di Rapolano, un petit mur de 700 mètres à 10 % situé à quatre kilomètres de la ligne d’arrivée.

## Déroulement de la course
Après une centaine de kilomètres de course, sept hommes forment l'échappée du jour. Ces sept coureurs sont Julian Alaphilippe (Soudal Quick-Step), Pelayo Sánchez (Movistar), Luke Plapp (Jayco AlUla), Kaden Groves (Alpecin-Deceuninck), Matteo Trentin (Tudor), Filippo Fiorelli (VF Group-Bardiani CSF-Faizanè) et Andrea Vendrame (Decathlon AG2R). À 43 kilomètres du terme, Plapp accélère dans le secteur non asphalté de Bagnaia. Les seuls Sanchez et Alaphilippe parviennent à le suivre. Ce trio poursuit la fin de l'étape en tête et résiste au retour du peloton. Pelayo Sánchez remporte le sprint devant Julian Alaphilippe et Luke Plapp.

## Résultats

### Classement de l'étape
| \| Classement de l'étape \| Classement de l'étape \| Classement de l'étape \| Classement de l'étape \| Classement de l'étape \| \| Coureur \| Coureur \| Pays \| Équipe \| Temps \| \| --------------------- \| --------------------- \| --------------------- \| --------------------- \| --------------------- \| \| 1er \| Pelayo Sánchez \| Espagne \| Movistar Team \| 4 h 01 min 08 s \| \| 2e \| Julian Alaphilippe \| France \| Soudal Quick-Step \| + 0 s \| \| 3e \| Luke Plapp \| Australie \| Team Jayco AlUla \| + 1 s \| \| 4e \| Andrea Piccolo \| Italie \| EF Education-EasyPost \| + 24 s \| \| 5e \| Jhonatan Narváez \| Équateur \| Ineos Grenadiers \| + 29 s \| \| 6e \| Luka Mezgec \| Slovénie \| Team Jayco AlUla \| + 29 s \| \| 7e \| Quinten Hermans \| Belgique \| Alpecin-Deceuninck \| + 29 s \| \| 8e \| Nick Schultz \| Australie \| Israel-Premier Tech \| + 29 s \| \| 9e \| Daniel Martínez \| Colombie \| Bora-Hansgrohe \| + 29 s \| \| 10e \| Alexey Lutsenko \| Kazakhstan \| Astana Qazaqstan Team \| + 29 s \| |                    |            |                       |                 |
| |                    |            |                       |                 |
| Sources : ProCyclingStats Cycling Quotient |                    |            |                       |                 |
| Classement de l'étape |                    |            |                       |                 |
| Coureur | Coureur            | Pays       | Équipe                | Temps           |
| 1er | Pelayo Sánchez     | Espagne    | Movistar Team         | 4 h 01 min 08 s |
| 2e | Julian Alaphilippe | France     | Soudal Quick-Step     | + 0 s           |
| 3e | Luke Plapp         | Australie  | Team Jayco AlUla      | + 1 s           |
| 4e | Andrea Piccolo     | Italie     | EF Education-EasyPost | + 24 s          |
| 5e | Jhonatan Narváez   | Équateur   | Ineos Grenadiers      | + 29 s          |
| 6e | Luka Mezgec        | Slovénie   | Team Jayco AlUla      | + 29 s          |
| 7e | Quinten Hermans    | Belgique   | Alpecin-Deceuninck    | + 29 s          |
| 8e | Nick Schultz       | Australie  | Israel-Premier Tech   | + 29 s          |
| 9e | Daniel Martínez    | Colombie   | Bora-Hansgrohe        | + 29 s          |
| 10e | Alexey Lutsenko    | Kazakhstan | Astana Qazaqstan Team | + 29 s          |

### Points attribués pour le classement par points
| Sprint intermédiaire Casole d'Elsa (km 103,8) | Sprint intermédiaire Casole d'Elsa (km 103,8) | Sprint intermédiaire Casole d'Elsa (km 103,8) | Sprint intermédiaire Casole d'Elsa (km 103,8) | Sprint intermédiaire Casole d'Elsa (km 103,8) |
| --------------------------------------------- | --------------------------------------------- | --------------------------------------------- | --------------------------------------------- | --------------------------------------------- |
|                                               | Coureur                                       | Pays                                          | Équipe                                        | Point(s)                                      |
| 1er                                           | Kaden Groves                                  | Australie                                     | Alpecin-Deceuninck                            | 12                                            |
| 2e                                            | Filippo Fiorelli                              | Italie                                        | VF Group-Bardiani CSF-Faizané                 | 8                                             |
| 3e                                            | Julian Alaphilippe                            | France                                        | Soudal Quick-Step                             | 6                                             |
| 4e                                            | Andrea Vendrame                               | Italie                                        | AG2R La Mondiale                              | 5                                             |
| 5e                                            | Luke Plapp                                    | Australie                                     | Jayco AlUla                                   | 4                                             |
| 6e                                            | Matteo Trentin                                | Italie                                        | Tudor Pro Cycling Team                        | 3                                             |
| 7e                                            | Pelayo Sánchez                                | Espagne                                       | Movistar                                      | 2                                             |
| 8e                                            | Edoardo Zambanini                             | Italie                                        | Bahrain Victorious                            | 1                                             |
| modifier                                      |                                               |                                               |                                               |                                               |

| Sprint intermédiaire Monteroni d'Arbia (km 152,4) | Sprint intermédiaire Monteroni d'Arbia (km 152,4) | Sprint intermédiaire Monteroni d'Arbia (km 152,4) | Sprint intermédiaire Monteroni d'Arbia (km 152,4) | Sprint intermédiaire Monteroni d'Arbia (km 152,4) |
| ------------------------------------------------- | ------------------------------------------------- | ------------------------------------------------- | ------------------------------------------------- | ------------------------------------------------- |
|                                                   | Coureur                                           | Pays                                              | Équipe                                            | Point(s)                                          |
| 1er                                               | Luke Plapp                                        | Australie                                         | Jayco AlUla                                       | 12                                                |
| 2e                                                | Julian Alaphilippe                                | France                                            | Soudal Quick-Step                                 | 8                                                 |
| 3e                                                | Pelayo Sánchez                                    | Espagne                                           | Movistar                                          | 6                                                 |
| 4e                                                | Kaden Groves                                      | Australie                                         | Alpecin-Deceuninck                                | 5                                                 |
| 5e                                                | Filippo Fiorelli                                  | Italie                                            | VF Group-Bardiani CSF-Faizané                     | 4                                                 |
| 6e                                                | Andrea Vendrame                                   | Italie                                            | AG2R La Mondiale                                  | 3                                                 |
| 7e                                                | Matteo Trentin                                    | Italie                                            | Tudor Pro Cycling Team                            | 2                                                 |
| 8e                                                | Mikkel Honoré                                     | Danemark                                          | EF Education-EasyPost                             | 1                                                 |
| modifier                                          |                                                   |                                                   |                                                   |                                                   |

| \| Arrivée d'étape Rapolano Terme (km 180) \| Arrivée d'étape Rapolano Terme (km 180) \| Arrivée d'étape Rapolano Terme (km 180) \| Arrivée d'étape Rapolano Terme (km 180) \| Arrivée d'étape Rapolano Terme (km 180) \| \| --------------------------------------- \| --------------------------------------- \| --------------------------------------- \| --------------------------------------- \| --------------------------------------- \| \| \| Coureur \| Pays \| Équipe \| Point(s) \| \| 1er \| Pelayo Sánchez \| Espagne \| Movistar \| 25 \| \| 2e \| Julian Alaphilippe \| France \| Soudal Quick-Step \| 18 \| \| 3e \| Luke Plapp \| Australie \| Jayco AlUla \| 12 \| \| 4e \| Andrea Piccolo \| Italie \| EF Education-EasyPost \| 8 \| \| 5e \| Jhonatan Narváez \| Équateur \| Ineos Grenadiers \| 6 \| \| 6e \| Luka Mezgec \| Slovénie \| Jayco AlUla \| 5 \| \| 7e \| Quinten Hermans \| Belgique \| Alpecin-Deceuninck \| 4 \| \| 8e \| Nick Schultz \| Australie \| Israel-Premier Tech \| 3 \| \| 9e \| Daniel Martínez \| Colombie \| Bora-Hansgrohe \| 2 \| \| 10e \| Alexey Lutsenko \| Kazakhstan \| Astana Qazaqstan \| 1 \| \| modifier \| \| \| \| \| |                    |            |                       |          |
| Arrivée d'étape Rapolano Terme (km 180) |                    |            |                       |          |
| | Coureur            | Pays       | Équipe                | Point(s) |
| 1er | Pelayo Sánchez     | Espagne    | Movistar              | 25       |
| 2e | Julian Alaphilippe | France     | Soudal Quick-Step     | 18       |
| 3e | Luke Plapp         | Australie  | Jayco AlUla           | 12       |
| 4e | Andrea Piccolo     | Italie     | EF Education-EasyPost | 8        |
| 5e | Jhonatan Narváez   | Équateur   | Ineos Grenadiers      | 6        |
| 6e | Luka Mezgec        | Slovénie   | Jayco AlUla           | 5        |
| 7e | Quinten Hermans    | Belgique   | Alpecin-Deceuninck    | 4        |
| 8e | Nick Schultz       | Australie  | Israel-Premier Tech   | 3        |
| 9e | Daniel Martínez    | Colombie   | Bora-Hansgrohe        | 2        |
| 10e | Alexey Lutsenko    | Kazakhstan | Astana Qazaqstan      | 1        |
| modifier |                    |            |                       |          |

### Points attribués pour le classement du meilleur grimpeur
| Volterra (km 80,4) 4e catégorie (8,6 km à 4,7%) | Volterra (km 80,4) 4e catégorie (8,6 km à 4,7%) | Volterra (km 80,4) 4e catégorie (8,6 km à 4,7%) | Volterra (km 80,4) 4e catégorie (8,6 km à 4,7%) | Volterra (km 80,4) 4e catégorie (8,6 km à 4,7%) |
| ----------------------------------------------- | ----------------------------------------------- | ----------------------------------------------- | ----------------------------------------------- | ----------------------------------------------- |
|                                                 | Coureur                                         | Pays                                            | Équipe                                          | Point(s)                                        |
| 1er                                             | Filippo Fiorelli                                | Italie                                          | VF Group-Bardiani CSF-Faizané                   | 3                                               |
| 2e                                              | Aurélien Paret-Peintre                          | France                                          | Decathlon AG2R La Mondiale                      | 2                                               |
| 3e                                              | Julian Alaphilippe                              | France                                          | Soudal Quick-Step                               | 1                                               |
| modifier                                        |                                                 |                                                 |                                                 |                                                 |

| Grotti (km 140,4) 4e catégorie (3,3 km à 4,9%) | Grotti (km 140,4) 4e catégorie (3,3 km à 4,9%) | Grotti (km 140,4) 4e catégorie (3,3 km à 4,9%) | Grotti (km 140,4) 4e catégorie (3,3 km à 4,9%) | Grotti (km 140,4) 4e catégorie (3,3 km à 4,9%) |
| ---------------------------------------------- | ---------------------------------------------- | ---------------------------------------------- | ---------------------------------------------- | ---------------------------------------------- |
|                                                | Coureur                                        | Pays                                           | Équipe                                         | Point(s)                                       |
| 1er                                            | Julian Alaphilippe                             | France                                         | Soudal Quick-Step                              | 3                                              |
| 2e                                             | Pelayo Sánchez                                 | Espagne                                        | Movistar                                       | 2                                              |
| 3e                                             | Luke Plapp                                     | Australie                                      | Jayco AlUla                                    | 1                                              |
| modifier                                       |                                                |                                                |                                                |                                                |

### Points attribués pour le classement des sprints intermédiaires
| Sprint intermédiaire Casole d'Elsa (km 103,8) | Sprint intermédiaire Casole d'Elsa (km 103,8) | Sprint intermédiaire Casole d'Elsa (km 103,8) | Sprint intermédiaire Casole d'Elsa (km 103,8) | Sprint intermédiaire Casole d'Elsa (km 103,8) |
| --------------------------------------------- | --------------------------------------------- | --------------------------------------------- | --------------------------------------------- | --------------------------------------------- |
|                                               | Coureur                                       | Pays                                          | Équipe                                        | Point(s)                                      |
| 1er                                           | Kaden Groves                                  | Australie                                     | Alpecin-Deceuninck                            | 10                                            |
| 2e                                            | Filippo Fiorelli                              | Italie                                        | VF Group-Bardiani CSF-Faizané                 | 6                                             |
| 3e                                            | Julian Alaphilippe                            | France                                        | Soudal Quick-Step                             | 3                                             |
| 4e                                            | Andrea Vendrame                               | Italie                                        | AG2R La Mondiale                              | 2                                             |
| 5e                                            | Luke Plapp                                    | Australie                                     | Jayco AlUla                                   | 1                                             |
| modifier                                      |                                               |                                               |                                               |                                               |

| Sprint intermédiaire Pievina (km 164,5) | Sprint intermédiaire Pievina (km 164,5) | Sprint intermédiaire Pievina (km 164,5) | Sprint intermédiaire Pievina (km 164,5) | Sprint intermédiaire Pievina (km 164,5) |
| --------------------------------------- | --------------------------------------- | --------------------------------------- | --------------------------------------- | --------------------------------------- |
|                                         | Coureur                                 | Pays                                    | Équipe                                  | Point(s)                                |
| 1er                                     | Julian Alaphilippe                      | France                                  | Soudal Quick-Step                       | 10                                      |
| 2e                                      | Pelayo Sánchez                          | Espagne                                 | Movistar                                | 6                                       |
| 3e                                      | Luke Plapp                              | Australie                               | Jayco AlUla                             | 3                                       |
| 4e                                      | Thymen Arensman                         | Pays-Bas                                | Ineos Grenadiers                        | 2                                       |
| 5e                                      | Geraint Thomas                          | Grande-Bretagne                         | Ineos Grenadiers                        | 1                                       |
| modifier                                |                                         |                                         |                                         |                                         |

### Bonifications
|   | Coureur            | Pays      | Équipe            | Secondes |
| - | ------------------ | --------- | ----------------- | -------- |
| 1 | Luke Plapp         | Australie | Jayco AlUla       | 3 s      |
| 2 | Julian Alaphilippe | France    | Soudal Quick-Step | 2 s      |
| 3 | Pelayo Sánchez     | Espagne   | Movistar          | 1 s      |

|   | Coureur            | Pays      | Équipe            | Secondes |
| - | ------------------ | --------- | ----------------- | -------- |
| 1 | Julian Alaphilippe | France    | Soudal Quick-Step | 3 s      |
| 2 | Pelayo Sánchez     | Espagne   | Movistar          | 2 s      |
| 3 | Luke Plapp         | Australie | Jayco AlUla       | 1 s      |

| \| \| Coureur \| Pays \| Équipe \| Secondes \| \| - \| ------------------ \| --------- \| ----------------- \| -------- \| \| 1 \| Pelayo Sánchez \| Espagne \| Movistar \| 10 s \| \| 2 \| Julian Alaphilippe \| France \| Soudal Quick-Step \| 6 s \| \| 3 \| Luke Plapp \| Australie \| Jayco AlUla \| 4 s \| |                    |           |                   |          |
| | Coureur            | Pays      | Équipe            | Secondes |
| 1 | Pelayo Sánchez     | Espagne   | Movistar          | 10 s     |
| 2 | Julian Alaphilippe | France    | Soudal Quick-Step | 6 s      |
| 3 | Luke Plapp         | Australie | Jayco AlUla       | 4 s      |

## Classements à l'issue de l'étape

### Classement général
| \| Classement général \| Classement général \| Classement général \| Classement général \| Classement général \| \| Coureur \| Coureur \| Pays \| Équipe \| Temps \| \| ------------------ \| ------------------ \| ------------------ \| -------------------------- \| ------------------ \| \| 1er \| Tadej Pogačar \| Slovénie \| UAE Team Emirates \| 23 h 20 min 52 s \| \| 2e \| Geraint Thomas \| Royaume-Uni \| Ineos Grenadiers \| + 46 s \| \| 3e \| Daniel Martínez \| Colombie \| Bora-Hansgrohe \| + 47 s \| \| 4e \| Cian Uijtdebroeks \| Belgique \| Team Visma \\| Lease a Bike \| + 55 s \| \| 5e \| Einer Rubio \| Colombie \| Movistar Team \| + 56 s \| \| 6e \| Lorenzo Fortunato \| Italie \| Astana Qazaqstan Team \| + 1 min 07 s \| \| 7e \| Juan Pedro López \| Espagne \| Lidl-Trek \| + 1 min 11 s \| \| 8e \| Jan Hirt \| Tchéquie \| Soudal Quick-Step \| + 1 min 13 s \| \| 9e \| Alexey Lutsenko \| Kazakhstan \| Astana Qazaqstan Team \| + 1 min 26 s \| \| 10e \| Esteban Chaves \| Colombie \| EF Education-EasyPost \| + 1 min 26 s \| |                   |             |                            |                  |
| |                   |             |                            |                  |
| Sources : ProCyclingStats Cycling Quotient |                   |             |                            |                  |
| Classement général |                   |             |                            |                  |
| Coureur | Coureur           | Pays        | Équipe                     | Temps            |
| 1er | Tadej Pogačar     | Slovénie    | UAE Team Emirates          | 23 h 20 min 52 s |
| 2e | Geraint Thomas    | Royaume-Uni | Ineos Grenadiers           | + 46 s           |
| 3e | Daniel Martínez   | Colombie    | Bora-Hansgrohe             | + 47 s           |
| 4e | Cian Uijtdebroeks | Belgique    | Team Visma \| Lease a Bike | + 55 s           |
| 5e | Einer Rubio       | Colombie    | Movistar Team              | + 56 s           |
| 6e | Lorenzo Fortunato | Italie      | Astana Qazaqstan Team      | + 1 min 07 s     |
| 7e | Juan Pedro López  | Espagne     | Lidl-Trek                  | + 1 min 11 s     |
| 8e | Jan Hirt          | Tchéquie    | Soudal Quick-Step          | + 1 min 13 s     |
| 9e | Alexey Lutsenko   | Kazakhstan  | Astana Qazaqstan Team      | + 1 min 26 s     |
| 10e | Esteban Chaves    | Colombie    | EF Education-EasyPost      | + 1 min 26 s     |

### Classement par points
| Classement par points | Classement par points | Classement par points | Classement par points         | Classement par points |
| Coureur               | Coureur               | Pays                  | Équipe                        | Points                |
| --------------------- | --------------------- | --------------------- | ----------------------------- | --------------------- |
| 1er                   | Jonathan Milan        | Italie                | Lidl-Trek                     | 134 pts               |
| 2e                    | Kaden Groves          | Australie             | Alpecin-Deceuninck            | 97 pts                |
| 3e                    | Tim Merlier           | Belgique              | Soudal Quick-Step             | 89 pts                |
| 4e                    | Olav Kooij            | Pays-Bas              | Team Visma \| Lease a Bike    | 61 pts                |
| 5e                    | Benjamin Thomas       | France                | Cofidis                       | 56 pts                |
| 6e                    | Filippo Fiorelli      | Italie                | VF Group-Bardiani CSF-Faizanè | 54 pts                |
| 7e                    | Andrea Pietrobon      | Italie                | Team Polti Kometa             | 48 pts                |
| 8e                    | Michael Valgren       | Danemark              | EF Education-EasyPost         | 40 pts                |
| 9e                    | Phil Bauhaus          | Allemagne             | Bahrain Victorious            | 37 pts                |
| 10e                   | Lilian Calmejane      | France                | Intermarché-Wanty             | 34 pts                |

### Classement de la montagne
| Classement de la montagne | Classement de la montagne | Classement de la montagne | Classement de la montagne     | Classement de la montagne |
| Coureur                   | Coureur                   | Pays                      | Équipe                        | Points                    |
| ------------------------- | ------------------------- | ------------------------- | ----------------------------- | ------------------------- |
| 1er                       | Tadej Pogačar             | Slovénie                  | UAE Team Emirates             | 51 pts                    |
| 2e                        | Lilian Calmejane          | France                    | Intermarché-Wanty             | 32 pts                    |
| 3e                        | Daniel Martínez           | Colombie                  | Bora-Hansgrohe                | 26 pts                    |
| 4e                        | Andrea Piccolo            | Italie                    | EF Education-EasyPost         | 18 pts                    |
| 5e                        | Geraint Thomas            | Royaume-Uni               | Ineos Grenadiers              | 16 pts                    |
| 6e                        | Amanuel Ghebreigzabhier   | Érythrée                  | Lidl-Trek                     | 11 pts                    |
| 7e                        | Filippo Fiorelli          | Italie                    | VF Group-Bardiani CSF-Faizanè | 10 pts                    |
| 8e                        | Simon Geschke             | Allemagne                 | Cofidis                       | 9 pts                     |
| 9e                        | Lorenzo Fortunato         | Italie                    | Astana Qazaqstan Team         | 9 pts                     |
| 10e                       | Giulio Pellizzari         | Italie                    | VF Group-Bardiani CSF-Faizanè | 8 pts                     |

### Classement du meilleur jeune
| Classement du meilleur jeune | Classement du meilleur jeune | Classement du meilleur jeune | Classement du meilleur jeune | Classement du meilleur jeune |
| Coureur                      | Coureur                      | Pays                         | Équipe                       | Temps                        |
| ---------------------------- | ---------------------------- | ---------------------------- | ---------------------------- | ---------------------------- |
| 1er                          | Cian Uijtdebroeks            | Belgique                     | Team Visma \| Lease a Bike   | 23 h 21 min 47 s             |
| 2e                           | Alex Baudin                  | France                       | Decathlon-AG2R La Mondiale   | + 45 s                       |
| 3e                           | Mauri Vansevenant            | Belgique                     | Soudal Quick-Step            | + 49 s                       |
| 4e                           | Luke Plapp                   | Australie                    | Team Jayco AlUla             | + 1 min 02 s                 |
| 5e                           | Filippo Zana                 | Italie                       | Team Jayco AlUla             | + 1 min 12 s                 |
| 6e                           | Georg Steinhauser            | Allemagne                    | EF Education-EasyPost        | + 1 min 54 s                 |
| 7e                           | Antonio Tiberi               | Italie                       | Bahrain Victorious           | + 1 min 55 s                 |
| 8e                           | Davide Piganzoli             | Italie                       | Team Polti Kometa            | + 2 min 11 s                 |
| 9e                           | Thymen Arensman              | Pays-Bas                     | Ineos Grenadiers             | + 3 min 14 s                 |
| 10e                          | Giovanni Aleotti             | Italie                       | Bora-Hansgrohe               | + 6 min 29 s                 |

### Classement par équipes
| Classement par équipes | Classement par équipes        | Classement par équipes | Classement par équipes |
| Équipe                 | Équipe                        | Pays                   | Temps                  |
| ---------------------- | ----------------------------- | ---------------------- | ---------------------- |
| 1re                    | Ineos Grenadiers              | Royaume-Uni            | 70 h 07 min 38 s       |
| 2e                     | Astana Qazaqstan Team         | Kazakhstan             | + 14 s                 |
| 3e                     | Decathlon-AG2R La Mondiale    | France                 | + 1 min 04 s           |
| 4e                     | EF Education-EasyPost         | États-Unis             | + 4 min 44 s           |
| 5e                     | VF Group-Bardiani CSF-Faizané | Italie                 | + 4 min 49 s           |
| 6e                     | Team Jayco AlUla              | Australie              | + 5 min 14 s           |
| 7e                     | Soudal Quick-Step             | Belgique               | + 5 min 16 s           |
| 8e                     | Movistar Team                 | Espagne                | + 11 min 03 s          |
| 9e                     | Bora-Hansgrohe                | Allemagne              | + 15 min 01 s          |
| 10e                    | UAE Team Emirates             | Émirats arabes unis    | + 17 min 55 s          |

## Abandons
- Nadav Raisberg (Israel-Premier Tech) : non partant
- Michael Woods (Israel-Premier Tech) : non partant
- Riley Pickrell (Israel-Premier Tech) : non partant
- Florian Lipowitz (Bora-Hansgrohe) : non partant